# ソウル迎恩門柱礎
ソウル迎恩門柱礎（ソウルげいおんもんちゅうそ）は、李氏朝鮮時代に、朝鮮王が三跪九叩頭の礼によって中国皇帝の使者を迎えた門である迎恩門の礎石である。1963年1月21日、大韓民国指定史跡第33号に指定されている。